# 南白亀川

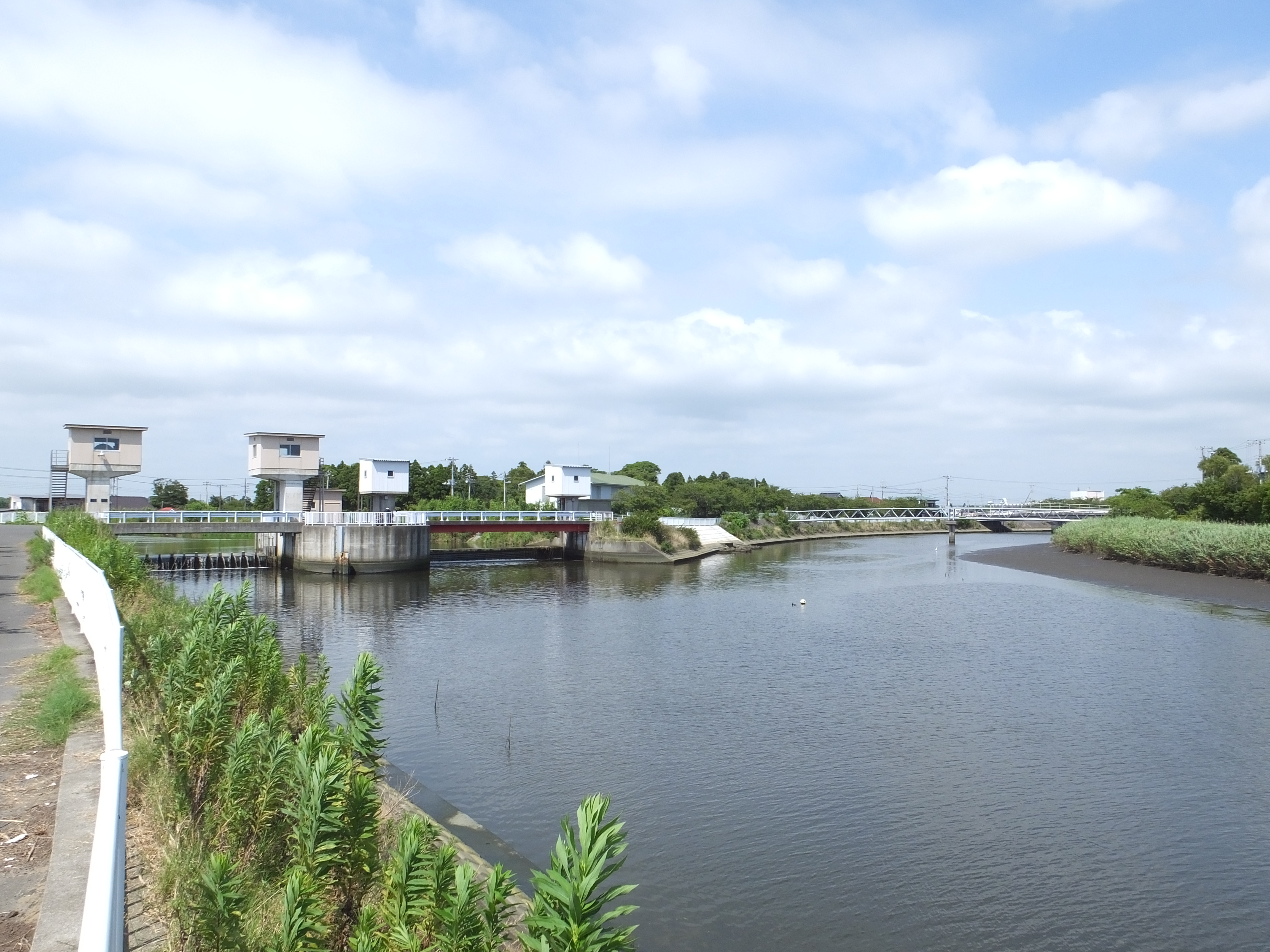
南白亀川（右）と内谷川（左）の合流地点。内谷川取水堰が設置されている

南白亀川（なばきがわ）は、千葉県の房総半島東部九十九里平野を流れる二級河川。南白亀川水系の本流である。

## 地理・環境
大網白里市小西付近の丘陵面に源を発し東流する。間もなく両総用水を越えて、東金市との境界を南下する。東金線を越えると川幅が広がり、多くの支流を集めながら東へ進む。周囲は水田と畑が混ざって分布しており、複数の頭首工によ取水されている。東金市との境界で再び南へ折れ、小中川を合わせると茂原市に入る。赤目川を合わせると今度は長生郡白子町に入り、観音堂橋・白子町役場付近で東へ折れる。古所の九十九里浜で太平洋に注ぐ。流路延長21.7kmのうち、東金線橋梁より下流17.5kmが二級河川に指定されている。中下流部には遊歩道が両岸に整備され、桜が植えられている。
河川名の由来は、白子町内流路上にある白子神社の白亀・白蛇伝承による。平安時代、白子の海岸に白い亀が南方から白蛇を背にして渡来し、これを見た潮汲みの翁が柄杓を差し出すと白蛇がそこに昇った。その白蛇を翁が自宅近くの小社に祀ったという伝承であり、白蛇は白子神社の御神体となっている。
茂原市内、河口から7.7kmの地点に清水堰があり、そこを境に上流が堰湛水区間、下流が感潮区間である。前者は季節により水量・景観が異なる。川面にはアズマネザサやススキが繁茂し、コイやギンブナが生息する。それに対し後者はヨシが繁茂し、シマイサキ、ボラ、マハゼなどが見られる。潮の流れを利用し、毎年7月には「南白亀川イカダのぼり大会」が開催されている。かつてはハゼ漁などが盛んに行われたが、現在は南白亀川漁業協同組合が漁業権を持ち、捕獲量はわずか。水位の観測は2箇所で行われているが、流量観測は行われていない。
河口部は、千葉県のレッドデータブックで最重要保護生物に指定されているアカウミガメの産卵地になっている。

## 治水
1948年（昭和23年）度より河川改修事業が開始され、現在では本流および支流の中・下流部に引堤が整備されている。だが上流部は未改修であり、市街化進行により宅地や農地の浸水被害、線路冠水等が発生することもある。下流部では地盤沈下の懸念もある。
一方でかつては渇水による農業用水不足が問題となり、それゆえ上流部には東金市の雄蛇ヶ池を始めとする多くの溜池が用意され、利水補給に利用されてきた。1965年（昭和40年）に両総用水が完成し、利根川からの河川水が供給されるようになると渇水被害は見られなくなった。

## 主な橋
- JR東金線橋梁
- 新堀橋（国道128号・国道409号大網バイパス）
- 堂右橋
- 柳橋（千葉県道138号正気茂原線）
- 九十根橋
- 下傍示橋（千葉県道83号山田台大網白里線）
- 御蔵芝橋
- 北日当橋
- 南日当橋
- 宮後橋
- 観音堂橋
- 虎橋（千葉県道123号一宮片貝線）
- 旭橋
- 新旭橋（千葉県道30号飯岡一宮線・九十九里有料道路）

## 支流
- 境川
- 小中川 - 二級河川
  - 金谷川 - 準用河川
  - 谷中川 - 準用河川
- 赤目川 - 二級河川
  - 乗川 - 準用河川
  - 南豊川 - 準用河川
- 新川
- 内谷川 - 二級河川
- 新堀川

## 参考資料
- 二級河川南白亀川水系　河川整備基本方針（千葉県）
- 南白亀川流域委員会（千葉県）